# Awicebron
Salomon ben Jehuda ben Gabirol (hebr. שלמה בן יהודה אבן גבירול), na Zachodzie znany jako Awicebron lub Awencebrol (ur. ok. 1002 w Máladze, zm. ok. 1070 w Walencji) – średniowieczny rabin, filozof i poeta andaluzyjsko-żydowski. Uchodzi za najwybitniejszego żydowskiego neoplatonika.
Jego życie jest słabo znane. Nauki pobierał w Saragossie, ale działał przede wszystkim w Kordobie.
Główne jego dzieło Źródło życia (Mekor chaim) zostało napisane po arabsku, ale oryginał został zagubiony i do naszych czasów zachowały się jedynie jego żydowskie i łacińskie opracowania. Praca Mekor chaim, przełożona na łacinę przez Jana Hiszpana i Dominika Gundisalviego jako Fons vitae, ma charakter teoretyczny.
Do jego najważniejszych pism filozoficznych należy również Keter Malkut (Korona Królestwa) o charakterze dydaktycznym. Innym jego pismem ważnym dla filozofii jest Mibchar ha-penunim (Wybór pereł), antologia zawierająca wiele przekazów z dzieł myślicieli starożytnych. Fons Vitae znajduje się pod znacznym wpływem Proklosa i Plotyna, a także neoplatońskiej interpretacji Arystotelesa i braci czystości. Mimo tych wpływów myśl ben Gabirola cechuje się znaczną oryginalnością.